# Трап (Пенсилвания)
Вижте пояснителната страница за други значения на Трап.
Трап (на английски: Trappe) е град в окръг Монтгомъри, Пенсилвания, Съединени американски щати. Намира се на 40 km северозападно от Филаделфия. Населението му е 3603 души (по приблизителна оценка от 2017 г.).
В Трап е роден музикантът Джими Поп (р. 1972).